# Classique de l'anniversaire de la fédération vénézuélienne de cyclisme
La Classique de l'anniversaire de la fédération vénézuélienne de cyclisme (espagnol : Clásico Aniversario de la Federación Venezolana de Ciclismo) est une course cycliste en ligne au format critérium disputée au Venezuela. Elle est organisée par la fédération vénézuélienne de cyclisme depuis 2004 pour célébrer sa naissance, la même semaine que la Coupe de la fédération vénézuélienne de cyclisme. Elle a fait partie quatre fois de l'UCI America Tour.

## Palmarès

### Hommes
En jaune : édition amateur
| Année     | Vainqueur        |
| --------- | ---------------- |
| 2004      | Gil Cordovés     |
| 2005      | Non disputé      |
| 2006      | Gil Cordovés     |
| 2007      | José Aguilar     |
| 2008      | José Aguilar     |
| 2009      | Ángel Pulgar     |
| 2010      | Artur García     |
| 2011      | Ángel Pulgar     |
| 2012      | Frederick Segura |
| 2013-2014 | Non disputés     |
| 2015      | Miguel Ubeto     |

### Femmes
En jaune : édition amateur
| Année     | Vainqueur             |
| --------- | --------------------- |
| 2008      | Angie González        |
| 2009-2010 | Non disputé           |
| 2011      | Angie González        |
| 2012      | Mayra del Rocio Rocha |